# Heinz Liermann
Heinz Liermann (* 8. Oktober 1946) ist ein ehemaliger deutscher Fußballspieler.

## Karriere
Liermann kam von Westwacht Aachen zur Bundesligasaison 1969/70 zum Stadtrivalen Alemannia Aachen. Die Alemannia, die erst von Trainer Georg Stollenwerk, dann ab dem 17. Dezember 1969 von Willibert Weth betreut wurde, spielte keine gute Spielzeit. Zu Saisonende wurde der abgeschlagene letzte Platz belegt. Liermann hatte acht Spiele bestritten, er war durchweg Ergänzungsspieler, er konnte sich gegen seine Mannschaftskollegen im Mittelfeld, wie Christoph Walter und Karl-Heinz Bechmann nicht durchsetzen. Nach dem Abstieg kehrte er zu Westwacht Aachen zurück.